# خوان کارلوس پورتیلو (بازیکن فوتبال، زاده ۱۹۷۰)
خوان کارلوس پورتیلو (انگلیسی: Juan Carlos Portillo؛ زادهٔ ۷ ژوئیهٔ ۱۹۷۰) بازیکن فوتبال اهل اسپانیا است.
از باشگاه‌هایی که در آن بازی کرده‌است می‌توان به باشگاه فوتبال لوانته و باشگاه فوتبال آلمریا اشاره کرد.